# Lophocampa alternata
Lophocampa alternata là một loài bướm đêm thuộc phân họ Arctiinae, họ Erebidae.